# Бертил Роос
Бертил Роос (на шведски: Bertil Roos) е шведски пилот от Формула 1. Роден на 12 октомври 1943 година в Гьотеборг, Швеция.

## Формула 1
Бертил Роос прави своя дебют във Формула 1 в Голямата награда на Швеция през 1974 година. В световния шампионат записва 1 участие, като не успява да спечели точки; състезава се за отбора на Шадоу.